# Честер (Вермонт)
Честер (енгл. Chester) насељено је место без административног статуса у америчкој савезној држави Вермонт.

## Демографија
По попису из 2010. године број становника је 1.005, што је 6 (0,6%) становника више него 2000. године.
| Група             | 2000.       | 2010.       |
| Белци             | 979 (98,0%) | 970 (96,5%) |
| Афроамериканци    | 6 (0,6%)    | 0 (0,0%)    |
| Азијати           | 2 (0,2%)    | 4 (0,4%)    |
| Хиспаноамериканци | 6 (0,6%)    | 16 (1,6%)   |
| Укупно            | 999         | 1.005       |